# Лейпциг 1876 (шахматный турнир)
Лейпциг 1876 — 2-й конгресс Центральногерманского шахматного союза. В главном турнире принимали участие 6 шахматистов. За победу конкурировали сразу 4 мастера. В итоге А. Андерсен, К. Пичель и К. Гёринг поделили 1—3 места, а Л. Паульсен отстал от них на пол-очка (при этом в последнем туре Пичель выиграл у лидировавшего Андерсена, а Гёринг — у шедшего на 2-м месте Паульсена). В дополнительном соревновании за 1-й приз первенствовал А. Андерсен, выигравший у обоих конкурентов.
Турнир получил интересное продолжение. Гёринг и Пичель, уступив первый приз Андерсену, должны были играть между собой дополнительный матч за второй приз (120 марок). Однако они поступили истинно по-рыцарски: пожертвовали приз на организацию более зрелищного матча двух знаменитых немецких шахматистов А. Андерсена и Л. Паульсена. Матч состоялся в Лейпциге сразу после турнира и игрался до пяти побед. Первые три партии выиграл Андерсен, но Паульсен сравнял счёт. Затем Андерсен снова вышел на очко вперёд, но в решающих партиях силы оставили прославленного шахматиста (Андерсен был на 15 лет старше Паульсена, к тому же был крайне жёсткий регламент матча — 10 партий за 5 дней). После ничьей в 8-й партии Андерсен проиграл две партии подряд. Таким образом, победил Паульсен: +5 −4 =1

## Турнирная таблица
|   | Участник         | 1 | 2 | 3 | 4 | 5 | 6 |  | Очки | Место |
| - | ---------------- | - | - | - | - | - | - |  | ---- | ----- |
| 1 | Андерсен, Адольф |   | 1 | 0 | ½ | 1 | 1 |  | 3½   | 1—3   |
| 2 | Гёринг, Карл     | 0 |   | 1 | 1 | ½ | 1 |  | 3½   | 1—3   |
| 3 | Пичель, Карл     | 1 | 0 |   | ½ | 1 | 1 |  | 3½   | 1—3   |
| 4 | Паульсен, Людвиг | ½ | 0 | ½ |   | 1 | 1 |  | 3    | 4     |
| 5 | Шаллоп, Эмиль    | 0 | ½ | 0 | 0 |   | 1 |  | 1½   | 5     |
| 6 | Бербер, Карл     | 0 | 0 | 0 | 0 | 0 |   |  | 0    | 6     |

### Дополнительный турнир
|   | Участник         | 1 | 2 | 3 |  | Очки | Место |
| - | ---------------- | - | - | - |  | ---- | ----- |
| 1 | Андерсен, Адольф |   | 1 | 1 |  | 2    | 1     |
| 2 | Гёринг, Карл     | 0 |   | ½ |  | 0½   | 2—3   |
| 3 | Пичель, Карл     | 0 | ½ |   |  | 0½   | 2—3   |